# Авраамов, Арсений Михайлович
Арсе́ний Миха́йлович Авраа́мов (Краснокутский) (10 (22) апреля 1886, Малый Несветай Ростовского округа ― 19 мая 1944, Москва) ― российский композитор, теоретик музыки, изобретатель.

## Биография
Родился на хуторе Малый Несветай (территория современного Новошахтинска) в семье казачьего полковника.
Окончил кадетский корпус в Новочеркасске, занятия в нём совмещал с музыкальными увлечениями: овладевал игрой на разных инструментах, пробовал сочинять.
В 1908―1911 годах учился в музыкальных классах Московского Филармонического общества, где изучал теорию музыки у И. Н. Протопопова и А. Н. Корещенко, а также брал частные уроки композиции у С. И. Танеева. С 1910 выступал в различных изданиях как музыкальный критик под псевдонимом Арс. В начале XX века принял активное участие в революционном движении; в 1914 году эмигрировал, чтобы не принимать участие в Первой мировой войне.
После Октябрьской революции Авраамов вернулся в Россию. В 1917—1918 годах занимал должность комиссара искусств Республики, работал в Народном комиссариате просвещения, был одним из организаторов Пролеткульта.
В Ростове-на-Дону работал редактором армейской газеты «На страже революции» и одновременно[когда?] профессором Ростовской консерватории (вёл теорию музыки по собственной системе). Печатался в газетах «Донская жизнь», «Утро Юга», «Донские областные ведомости», «Ростовская речь».
В 1919—1922 годах входил в группу имажинистов. Был включен в состав Верховного Совета ордена имажинистов.
В 1923―1926 годах жил и работал в Дагестане, с 1926 жил в Москве, в 1929—1934 участвовал в создании первых советских звуковых кинофильмов, руководил лабораторией звука при НИИ Кинематографии. В 1930-31 гг. в Московской консерватории читал факультативный курс «История и теория тоносистем». В 1935 году был направлен в Нальчик, где собирал и обрабатывал музыку народов Северного Кавказа, написал на её основе несколько сочинений. В 1941—1943 годах руководил русским народным хором (основанным П. Г. Ярковым).
Авраамов похоронен на Даниловском кладбище. Точное местоположение его могилы неизвестно.

## Творчество
Авраамов ― один из представителей советского авангарда 1920-х годов, пытавшихся объединить искусство и технологию, создать единое звуко-цветовое искусство. Стремясь преодолеть ограничения равномерной темперации (вину за внедрение которой Авраамов ошибочно возлагал на И. С. Баха, с его ХТК), предлагал вернуться к акустически чистой музыке. Для этой цели ещё в 1910-х гг. разработал так называемый «смычковый полихорд» (конструкция позволяла слегка менять фиксированную высоту звука), позже предлагал поделить октаву на 48 равных микроинтервалов. В 1927 презентовал разработанную им (в качестве наброска диссертации) «универсальную систему тонов» (нем. das universelle Tonsystem) в Берлине, Франкфурте и Штутгарте.
Среди музыкальных сочинений Авраамова наиболее известна «Симфония гудков», в которой предусмотрено применение пушечных и пистолетных выстрелов, заводских гудков, свиста пара, шума самолётов и других «машинных» звуков. Симфония была впервые исполнена в 1922 году в Баку, а в 1923 году ― в Москве в день празднования Октябрьской революции. Она считается одним из сочинений, предвосхитивших появление в середине XX века конкретной музыки. Судя по описанию самого Авраамова, интервальный род, лежащий в основе «Симфонии гудков»,— 12-тоновая хроматика, а лад — обычная мажорно-минорная тональность.
Помимо урбанистической «симфонии», Авраамов написал оркестровые «Марш на кабардинскую тему» (1936), увертюру «Аул Батыр» (1940), «Фантазию на кабардинские темы» (1940), а также несколько сочинений для хора. Оркестровые сочинения Авраамова, рассчитанные на типовой симфонический инструментарий, вероятно, также не содержат ступенной микрохроматики (то есть такой, где микротоновый интервал имеет автономное функциональное, а не орнаментальное и не корректирующее акустическую чистоту «обычных» трезвучий и септаккордов, значение).
Авраамов — автор нескольких музыкально-теоретических статей и рецензий в различных журналах (преимущественно российских, 2-й половины 1910-х и 1920-х годов). Среди прочего, интерес представляет полемика Авраамова и Л. Л. Сабанеева об «ультрахроматизме» (термин Сабанеева), развернувшаяся в 1915—1916 годах на страницах журнала «Музыкальный современник». Драматизм полемики в том, что оппоненты вкладывали в понятие ультрахроматизма разный смысл. Авраамову микротоновые (ультрахроматические) интервалы нужны для «коррекции» гармонических интервалов и прочих созвучий, для достижения (недостаточной в 12-ступенном октавном темперированном звукоряде) их акустической чистоты. Для Сабанеева же микротоновые интервалы должны иметь структурное значение внутри неких новых ладовых звукорядов. Правда, от уточнения, каковы эти новые ультрахроматические структуры, Сабанеев подчёркнуто уклоняется.
Создал цикл песен на слова кабардинского поэта Али Шогенцукова («Песня о колхозе», «Лина — трактористка», «Накулен», «Хамид», «Колыбельная»), обработки кабардинских («Песня об Андемиркане», «Мартина», «Озов Мурат») и балкарских («Гапалау», «Об отважном джигите Мисирби», «Долай») народных песен для хора и солиста.

## Сочинения (выборка)
- Пути и средства творчества // Музыка, 1914, № 164, с.39-43; 1916, № 172, с.215-217.
- Смычковый полихорд // Музыкальный современник, 1915, № 3, с.11-17.
- Ультрахроматизм или омнитональность? // Музыкальный современник, 1916, № 4-5, с.157-168.
- Грядущая музыкальная наука и новая эра истории музыки // Музыкальный современник, 1916, № 6.
- Jenseits von Temperierung und Tonalität. Autorisierte Übersetzung aus dem Russischen von Hermann Scherchen // Melos 1 (1920), SS.131-4, 160-66, 184-8.
- Симфония гудков // Горн (журнал Всероссийского Пролеткульта), 1923, № 9.
- Проблема Востока в музыкальной науке // Русский современник, 1924, № 3, с. 216—227.
- Клин клином // Музыкальная культура, 1924, № 1, с.42.
- Универсальная система тонов. Итоги и перспективы // Жизнь искусства, 1926, № 12, с.3-4; № 38, с.9-10; № 40, с.6-7.
- Блудный сын // Рабис. Еженедельник ЦВ Всесоюзного профсоюза работников искусств, 15.2.1927 (о гастролях С.Прокофьева в СССР).
- Электрификация музыки // Советское искусство, 1928, № 1, с. 61-66.
- Научная организация художественного материала // Советское искусство, 1928, № 4, с.72-75.
- Синтетическая музыка // Советская музыка, 1939, № 8, с.67-75.